# 艾利希·馮·丹尼肯
艾利希·安東·保羅·馮·丹尼肯（德語：Erich Anton Paul von Däniken，德語發音：[ˈeːrɪç fɔn ˈdɛːnɪkən]；1935年4月14日—）是一名瑞士作家，被視為「偽科學散播者」，1991年搞笑諾貝爾獎文學獎得主，主張外星生物創造論，認為遠古文明因有古代太空人幫助而遠超過現在科技，但因發生大災難毀滅。

## 生平
著有《諸神的戰車？未解之謎》等書，描寫作者虛構的科學家、考古家組成考察小組調查一些所謂的史前文明古蹟，最後發現驚人的史前科技與歷史，如薩卡拉鳥宣稱古埃及有飛機、丹達臘之光宣稱古埃及有電燈、哥斯大黎加巨型石球是外星人的星球模型、德里鐵柱純度比現在材料好、伊卡黑石與阿坎巴羅雕像宣稱恐龍時代就有人類、西藏曾住著外星人杜立巴族、哥貝克力石陣是伊甸園遺址、摩亨佐-達羅與《摩訶波羅多》宣稱古印度人有核彈，並捏造知名大學研究數據與證據、假引用來支持論點，而獲得搞笑諾貝爾獎文學獎，文章廣泛被《大紀元時報》所報導、網路轉載、引用。

## 作品風格
艾利希·馮·丹尼在書中捏造引述《摩訶婆羅多》有「古爾卡乘著快速的維馬納，向敵方三個城市發射了一枚飛彈。此飛彈似有整個宇宙力，其亮度猶如萬個太陽，煙火柱滾升入天空，壯觀無比。」(Gurkha, flying a swift and powerful vimana (fast aircraft)hurled a single projectile (rocket)charged with the power of the Universe (nuclear device). An incandescent column of smoke and flame, as bright as ten thousand suns, rose with all its splendor.)，以作為古印度曾有核戰的證明，但《摩訶婆羅多》根本無此段文字。
卡爾·薩根等科學家曾批評艾利希·馮·丹尼的著作、偽科學觀點及說法讓許多人信以為真與誤人子弟。而艾利希·馮·丹尼对基督教等传统宗教持批评的态度，但对其又加以利用，并为他的著作提供素材。

## 已譯中文的著作
- 《諸神的戰車？未解之謎》（《文明的歷程》；Chariots of the Gods?）(1969)
- 《史前文明的奧秘》（In Search of Ancient Gods: My Pictorial Evidence for the Impossible，以照片為主的圖集）(1976)
- 《探寻全能者的踪迹》ISBN 9787500628958
- 《天外来客》
- 《我弄错了吗?--重新回忆未来》ISBN 7-5006-3813-2
- 《我们都是诸神的孩子—倘若坟墓会说话》ISBN 7-5006-3926-0
- 《斯芬克斯的眼睛》ISBN 9787500637134
- 《追寻巨石文化之谜》
- 《回忆未来》
- 《历史的谬误》（《外星人的創世文本》；History Is Wrong）(2009) ISBN 9787546340142
- 《大預言》（History Is Wrong）(2010)